# 키미토이루지칸노나카데
〈그대와 있는 시간 속에서〉(君といる時間の中で 그대와 있는 시간 속에서[*])는 히라하라 아야카의 3번째 싱글이다.

## 수록곡
(전체 가사 : 히라하라 아야카 / 작곡, 편곡 : 고바야시 신고)
1. 그대와 있는 시간 속에서
2. 노래하는 바람
3. 그대와 있는 시간 속에서〜Vocal−less Track〜
4. 노래하는 바람〜Vocal−less Track〜

## 정체
그대와 있는 시간 속에서
- 도요타자동차 "WISH"CM 송
- 도쿄테아틀영화 "고 녀석 맛나겠다"엔딩 주제곡

노래하는 바람
- NHK「스튜디오 파크에서 안녕하세요」오프닝곡